# Abou Obeida
Ne doit pas être confondu avec Abou Obeida Youssef al-Annabi.
Abou Obeida (en arabe : أبو عبيدة, romanisé : Abū ʿUbayda), également orthographié Abou Obaïda, Abou Ubayda, Abu Obayda, Abu Ubayda et Abu Ubaydah, nom de guerre d'un militant palestinien supposé être Houdhayfa Samir Abdallah al-Kahlout, est le porte-parole des brigades Izz al-Din al-Qassam, la branche militaire du Hamas,.

## Détails personnels
Le nom réel d'Abou Obeida n'est pas connu, pas plus que la plupart de ses informations personnelles. Il apparaît seulement portant un keffieh couvrant son visage. En 2014, les médias israéliens publient une photo, prétendument d'Abou Obeida, sous le nom de Houdhayfa Samir Abdallah al-Kahlout. Cependant, la validité de la photo et du nom sont niées par les brigades Izz al-Din al-Qassam, dont un haut responsable déclare qu'Abou Obeida « n'apparaît pas et n'apparaîtra pas dans les médias » et que seul un petit nombre de personnes sait qui il est réellement.
Le pseudonyme fait probablement référence à Abu Ubayda ibn al-Djarrah, compagnon du prophète Mahomet et commandant des forces du califat des Râshidûn lors de la bataille du Yarmouk et du siège de Jérusalem au VIIe siècle.
La première apparition d'Abou Obeida a lieu en 2006, lorsqu'il annonce la capture du soldat israélien Gilad Shalit.
En avril 2024, le Département du Trésor des États-Unis a imposé des sanctions contre Abu Obaida et a confirmé son identité comme al-Kahlout en avril 2024.

## Déclarations
En juin 2020, en réponse aux projets des dirigeants israéliens d'annexer officiellement des parties de la Cisjordanie, Abou Obeida déclare que « les forces de la résistance protégeront fidèlement le peuple palestinien » et s'engage à « faire en sorte que l'ennemi se morde les doigts de regret pour une décision aussi coupable ». Il qualifie les projets israéliens de « déclaration de guerre ».
Lors de l'escalade du conflit israélo-palestinien en 2021, Abou Obeida déclare que frapper Tel Aviv, Dimona, Ashdod, Ashkelon et Beer-Sheva était « plus facile pour nous que de boire de l'eau », proclamant qu'« il n'y a pas de lignes rouges pour répondre à l'agression. »  Après qu'un accord de cessez-le-feu a été conclu, il déclare : « Avec l'aide de Dieu, nous avons pu humilier l'ennemi, son entité fragile et son armée sauvage ».
En septembre 2021, après que quatre des six évadés de la prison de Gilboa ont été de nouveau arrêtés par les forces israéliennes, Abou Obeida annonce qu'aucun futur échange de prisonniers avec Israël n'aurait lieu sans la libération des évadés, affirmant que « si les héros du tunnel de la liberté se sont libérés cette fois depuis la clandestinité, nous leur promettons, ainsi qu’à nos prisonniers libres, qu’ils seront bientôt libérés, si Dieu le veut, depuis la surface ».
En mai 2022, en réponse aux appels israéliens à assassiner le chef du Hamas Yahya Sinwar à la suite de plusieurs attaques palestiniennes contre des Israéliens, Abou Obeida déclare que si « l'ennemi et ses dirigeants défaillants » blessaient Sinwar, cela déclenchera un « tremblement de terre régional et une réponse sans précédent ».
En juin 2022, Abou Obeida annonce que l'état de santé de l'un des captifs israéliens à Gaza s'est détérioré. Les brigades Izz al-Din al-Qassam publient ensuite une vidéo montrant que le captif en question était Hisham al-Sayed[Qui ?].
En octobre 2023, lors de l'attaque du Hamas contre Israël de 2023, Abou Obeida déclare que le Hamas tuera un otage civil chaque fois qu'Israël ciblera Gaza « sans avertissement ». « Nous annonçons que chaque fois que nous prendrons pour cible nos gens qui sont en sécurité dans leurs maisons, sans avertissement, nous entraînerons l'exécution des otages civils de notre ennemi », déclare Obaïda dans son communiqué. Il affirme également que les exécutions seront retransmises « en audio et vidéo ».